# Puchar Świata w narciarstwie alpejskim kobiet 2023/2024
Puchar Świata w narciarstwie alpejskim kobiet 2023/2024 to 58. edycja tej imprezy. Cykl rozpoczął się tradycyjnie w austriackim Sölden, 28 października 2023 roku, zaś zakończył zawodami w innym austriackim ośrodku narciarskim – Saalbach, 23 marca 2024 roku.
Obrończynią Pucharu Świata z poprzedniego sezonu była Amerykanka Mikaela Shiffrin. Tym razem triumfowała Lara Gut-Behrami ze Szwajcarii.

## Podium zawodów

### Indywidualnie
| Lp.                                                                              | Data                                                                             | Miejscowość                                                                      | Trasa                                                                            | Konkurencja                                                                      | 1. miejsce         | 2. miejsce          | 3. miejsce                                  |
| -------------------------------------------------------------------------------- | -------------------------------------------------------------------------------- | -------------------------------------------------------------------------------- | -------------------------------------------------------------------------------- | -------------------------------------------------------------------------------- | ------------------ | ------------------- | ------------------------------------------- |
| 1.                                                                               | 28 października 2023                                                             | Sölden                                                                           | Rettenbach                                                                       | gigant                                                                           | Lara Gut-Behrami   | Federica Brignone   | Petra Vlhová                                |
| 2.                                                                               | 11 listopada 2023                                                                | Levi                                                                             | Levi Black                                                                       | slalom                                                                           | Petra Vlhová       | Lena Dürr           | Katharina Liensberger                       |
| 3.                                                                               | 12 listopada 2023                                                                | Levi                                                                             | Levi Black                                                                       | slalom                                                                           | Mikaela Shiffrin   | Leona Popović       | Lena Dürr                                   |
|                                                                                  | 18 listopada 2023                                                                | Zermatt/Cervinia                                                                 |                                                                                  | zjazd                                                                            | Odwołano           | Odwołano            | Odwołano                                    |
|                                                                                  | 19 listopada 2023                                                                | Zermatt/Cervinia                                                                 |                                                                                  | zjazd                                                                            | Odwołano           | Odwołano            | Odwołano                                    |
| 4.                                                                               | 25 listopada 2023                                                                | Killington                                                                       | Superstar                                                                        | gigant                                                                           | Lara Gut-Behrami   | Alice Robinson      | Mikaela Shiffrin                            |
| 5.                                                                               | 26 listopada 2023                                                                | Killington                                                                       | Superstar                                                                        | slalom                                                                           | Mikaela Shiffrin   | Petra Vlhová        | Wendy Holdener                              |
| 6.                                                                               | 2 grudnia 2023                                                                   | Mont-Tremblant                                                                   | Flying Mile                                                                      | gigant                                                                           | Federica Brignone  | Petra Vlhová        | Mikaela Shiffrin                            |
| 7.                                                                               | 3 grudnia 2023                                                                   | Mont-Tremblant                                                                   | Flying Mile                                                                      | gigant                                                                           | Federica Brignone  | Lara Gut-Behrami    | Mikaela Shiffrin                            |
| 8.                                                                               | 8 grudnia 2023                                                                   | Sankt Moritz                                                                     | Corviglia                                                                        | supergigant                                                                      | Sofia Goggia       | Cornelia Hütter     | Lara Gut-Behrami                            |
| 9.                                                                               | 9 grudnia 2023                                                                   | Sankt Moritz                                                                     | Corviglia                                                                        | zjazd                                                                            | Mikaela Shiffrin   | Sofia Goggia        | Federica Brignone                           |
|                                                                                  | 10 grudnia 2023                                                                  | Sankt Moritz                                                                     |                                                                                  | supergigant                                                                      | Odwołano           | Odwołano            | Odwołano                                    |
| 10.                                                                              | 16 grudnia 2023                                                                  | Val d’Isère                                                                      | O.K.                                                                             | zjazd                                                                            | Jasmine Flury      | Joana Hählen        | Cornelia Hütter                             |
| 11.                                                                              | 17 grudnia 2023                                                                  | Val d’Isère                                                                      | O.K.                                                                             | supergigant                                                                      | Federica Brignone  | Kajsa Vickhoff Lie  | Sofia Goggia                                |
| 12.                                                                              | 21 grudnia 2023                                                                  | Courchevel                                                                       | Stade E. Allais                                                                  | slalom                                                                           | Petra Vlhová       | Mikaela Shiffrin    | Katharina Truppe                            |
| 13.                                                                              | 28 grudnia 2023                                                                  | Lienz                                                                            | Schlossberg                                                                      | gigant                                                                           | Mikaela Shiffrin   | Federica Brignone   | Sara Hector                                 |
| 14.                                                                              | 29 grudnia 2023                                                                  | Lienz                                                                            | Schlossberg                                                                      | slalom                                                                           | Mikaela Shiffrin   | Lena Dürr           | Michelle Gisin                              |
| 15.                                                                              | 6 stycznia 2024                                                                  | Kranjska Gora                                                                    | Podkoren 3                                                                       | gigant                                                                           | Valérie Grenier    | Lara Gut-Behrami    | Federica Brignone                           |
| 16.                                                                              | 7 stycznia 2024                                                                  | Kranjska Gora                                                                    | Podkoren 3                                                                       | slalom                                                                           | Petra Vlhová       | Lena Dürr           | AJ Hurt                                     |
| 17.                                                                              | 12 stycznia 2024                                                                 | Altenmarkt-Zauchensee                                                            | Kälberloch                                                                       | supergigant                                                                      | Cornelia Hütter    | Kajsa Vickhoff Lie  | Lara Gut-Behrami                            |
| 18.                                                                              | 13 stycznia 2024                                                                 | Altenmarkt-Zauchensee                                                            | Kälberloch                                                                       | zjazd                                                                            | Sofia Goggia       | Stephanie Venier    | Mirjam Puchner Nicol Delago                 |
| 19.                                                                              | 14 stycznia 2024                                                                 | Altenmarkt-Zauchensee                                                            | Kälberloch                                                                       | supergigant                                                                      | Lara Gut-Behrami   | Cornelia Hütter     | Mirjam Puchner                              |
| 20.                                                                              | 16 stycznia 2024                                                                 | Flachau                                                                          | Griessenkar                                                                      | slalom                                                                           | Mikaela Shiffrin   | Petra Vlhová        | Sara Hector                                 |
| 21.                                                                              | 20 stycznia 2024                                                                 | Jasná                                                                            | Luková 2                                                                         | gigant                                                                           | Sara Hector        | Mikaela Shiffrin    | Alice Robinson                              |
| 22.                                                                              | 21 stycznia 2024                                                                 | Jasná                                                                            | Luková 2                                                                         | slalom                                                                           | Mikaela Shiffrin   | Zrinka Ljutić       | Anna Swenn-Larsson                          |
| 23.                                                                              | 26 stycznia 2024                                                                 | Cortina d’Ampezzo                                                                | Olympia delle Tofane                                                             | zjazd                                                                            | Stephanie Venier   | Lara Gut-Behrami    | Valérie Grenier Christina Ager Sofia Goggia |
| 24.                                                                              | 27 stycznia 2024                                                                 | Cortina d’Ampezzo                                                                | Olympia delle Tofane                                                             | zjazd                                                                            | Ragnhild Mowinckel | Jacqueline Wiles    | Sofia Goggia                                |
| 25.                                                                              | 28 stycznia 2024                                                                 | Cortina d’Ampezzo                                                                | Olympia delle Tofane                                                             | supergigant                                                                      | Lara Gut-Behrami   | Stephanie Venier    | Romane Miradoli                             |
| 26.                                                                              | 30 stycznia 2024                                                                 | Kronplatz                                                                        | Erta                                                                             | gigant                                                                           | Lara Gut-Behrami   | Alice Robinson      | Sara Hector                                 |
|                                                                                  | 3 lutego 2024                                                                    | Garmisch-Partenkirchen                                                           |                                                                                  | zjazd                                                                            | Odwołano           | Odwołano            | Odwołano                                    |
|                                                                                  | 4 lutego 2024                                                                    | Garmisch-Partenkirchen                                                           |                                                                                  | supergigant                                                                      | Odwołano           | Odwołano            | Odwołano                                    |
| 27.                                                                              | 10 lutego 2024                                                                   | Soldeu                                                                           | Avet                                                                             | gigant                                                                           | Lara Gut-Behrami   | Alice Robinson      | AJ Hurt                                     |
| 28.                                                                              | 11 lutego 2024                                                                   | Soldeu                                                                           | Avet                                                                             | slalom                                                                           | Anna Swenn-Larsson | Zrinka Ljutić       | Paula Moltzan                               |
| 29.                                                                              | 16 lutego 2024                                                                   | Crans-Montana                                                                    | Mont Lachaux                                                                     | zjazd                                                                            | Lara Gut-Behrami   | Jasmine Flury       | Cornelia Hütter                             |
| 30.                                                                              | 17 lutego 2024                                                                   | Crans-Montana                                                                    | Mont Lachaux                                                                     | zjazd                                                                            | Marta Bassino      | Federica Brignone   | Lara Gut-Behrami                            |
| 31.                                                                              | 18 lutego 2024                                                                   | Crans-Montana                                                                    | Mont Lachaux                                                                     | supergigant                                                                      | Stephanie Venier   | Federica Brignone   | Marta Bassino                               |
|                                                                                  | 24 lutego 2024                                                                   | Val di Fassa                                                                     |                                                                                  | supergigant                                                                      | Odwołano           | Odwołano            | Odwołano                                    |
|                                                                                  | 25 lutego 2024                                                                   | Val di Fassa                                                                     |                                                                                  | supergigant                                                                      | Odwołano           | Odwołano            | Odwołano                                    |
|                                                                                  | 2 marca 2024                                                                     | Kvitfjell                                                                        |                                                                                  | zjazd                                                                            | Odwołano           | Odwołano            | Odwołano                                    |
| 32.                                                                              | 2 marca 2024                                                                     | Kvitfjell                                                                        | Olympiabakken                                                                    | supergigant                                                                      | Lara Gut-Behrami   | Cornelia Hütter     | Mirjam Puchner                              |
| 33.                                                                              | 3 marca 2024                                                                     | Kvitfjell                                                                        | Olympiabakken                                                                    | supergigant                                                                      | Federica Brignone  | Lara Gut-Behrami    | Ester Ledecká                               |
| 34.                                                                              | 9 marca 2024                                                                     | Åre                                                                              | Störtloppsbacken                                                                 | gigant                                                                           | Federica Brignone  | Sara Hector         | Lara Gut-Behrami                            |
| 35.                                                                              | 10 marca 2024                                                                    | Åre                                                                              | Störtloppsbacken                                                                 | slalom                                                                           | Mikaela Shiffrin   | Zrinka Ljutić       | Michelle Gisin                              |
| 36.                                                                              | 16 marca 2024                                                                    | Saalbach                                                                         | Ulli Maier                                                                       | slalom                                                                           | Mikaela Shiffrin   | Mina Fürst Holtmann | Anna Swenn-Larsson                          |
| 37.                                                                              | 17 marca 2024                                                                    | Saalbach                                                                         | Schneekristall/Zwölfer                                                           | gigant                                                                           | Federica Brignone  | Alice Robinson      | Thea Louise Stjernesund                     |
| 38.                                                                              | 22 marca 2024                                                                    | Saalbach                                                                         | Ulli Maier                                                                       | supergigant                                                                      | Ester Ledecká      | Federica Brignone   | Kajsa Vickhoff Lie                          |
| 39.                                                                              | 23 marca 2024                                                                    | Saalbach                                                                         | Ulli Maier                                                                       | zjazd                                                                            | Cornelia Hütter    | Ilka Štuhec         | Nicol Delago                                |
| Puchar Świata w narciarstwie alpejskim kobiet 2023/2024 – klasyfikacja generalna | Puchar Świata w narciarstwie alpejskim kobiet 2023/2024 – klasyfikacja generalna | Puchar Świata w narciarstwie alpejskim kobiet 2023/2024 – klasyfikacja generalna | Puchar Świata w narciarstwie alpejskim kobiet 2023/2024 – klasyfikacja generalna | Puchar Świata w narciarstwie alpejskim kobiet 2023/2024 – klasyfikacja generalna | Lara Gut-Behrami   | Federica Brignone   | Mikaela Shiffrin                            |

## Wyniki reprezentantek Polski

### Supergigant
| Zawodniczka | Sankt Moritz 08.12 | Val d’Isère 17.12 | Altenmarkt-Zauchensee 12.01 | Altenmarkt-Zauchensee 14.01 | Cortina d’Ampezzo 28.01 | Crans-Montana 18.02 | Kvitfjell 02.03 | Kvitfjell 03.03 | Saalbach 22.03 |
| --- | ------------------ | ----------------- | --------------------------- | --------------------------- | ----------------------- | ------------------- | --------------- | --------------- | -------------- |
| Maryna Gąsienica-Daniel | 22                 | dnf               | 20                          | 31                          | dns                     | 37                  | 24              | 28              | –              |
| 1-3 4-30 poniżej 30 dnf – Zawodniczka nie ukończyła przejazdu dns – Zawodniczka nie wystartowała dsq – Zawodniczka została zdyskwalifikowana |                    |                   |                             |                             |                         |                     |                 |                 |                |

### Gigant
| Zawodniczka | Sölden 28.10 | Killington 25.11 | Mont-Tremblant 02.12 | Mont-Tremblant 03.12 | Lienz 28.12 | Kranjska Gora 06.01 | Jasná 20.01 | Kronplatz 30.01 | Soldeu 10.02 | Åre 09.03 | Saalbach 17.03 |
| --- | ------------ | ---------------- | -------------------- | -------------------- | ----------- | ------------------- | ----------- | --------------- | ------------ | --------- | -------------- |
| Maryna Gąsienica-Daniel | 13           | 28               | 21                   | dnf1                 | 12          | 16                  | dnq35       | 24              | 18           | 26        | dnf2           |
| Magdalena Łuczak | 30           | 17               | dnq34                | 28                   | 20          | 24                  | 27          | dnf2            | 19           | –         | –              |
| 1-3 4-30 poniżej 30 dnf – Zawodniczka nie ukończyła przejazdu dns – Zawodniczka nie wystartowała dsq – Zawodniczka została zdyskwalifikowana dnq – Zawodniczka nie zakwalifikowała się do 2. przejazdu (liczba u góry oznacza miejsce zajęte w 1. przejeździe) 1/2 – Zawodniczka nie wystartowała, nie ukończyła lub została zdyskwalifikowana w 1./2. przejeździe |              |                  |                      |                      |             |                     |             |                 |              |           |                |

### Slalom
| Zawodniczka | Levi 11.11 | Levi 12.11 | Killington 26.11 | Courchevel 21.12 | Lienz 29.12 | Kranjska Gora 07.01 | Flachau 16.01 | Jasná 21.01 | Soldeu 11.02 | Åre 10.03 | Saalbach 16.03 |
| --- | ---------- | ---------- | ---------------- | ---------------- | ----------- | ------------------- | ------------- | ----------- | ------------ | --------- | -------------- |
| Magdalena Łuczak | dnq48      | dnf1       | dnq37            | –                | dnq36       | dnq43               | –             | dnf1        | dnf1         | –         | –              |
| 1-3 4-30 poniżej 30 dnf – Zawodniczka nie ukończyła przejazdu dns – Zawodniczka nie wystartowała dsq – Zawodniczka została zdyskwalifikowana dnq – Zawodniczka nie zakwalifikowała się do 2. przejazdu (liczba u góry oznacza miejsce zajęte w 1. przejeździe) 1/2 – Zawodniczka nie wystartowała, nie ukończyła lub została zdyskwalifikowana w 1./2. przejeździe |            |            |                  |                  |             |                     |               |             |              |           |                |

## Klasyfikacje
| Lp. | Zawodniczka       | Punkty |
| --- | ----------------- | ------ |
| 1.  | Lara Gut-Behrami  | 1716   |
| 2.  | Federica Brignone | 1581   |
| 3.  | Mikaela Shiffrin  | 1409   |
| 4.  | Sara Hector       | 922    |
| 5.  | Cornelia Hütter   | 913    |
| 6.  | Petra Vlhová      | 802    |
| 7.  | Sofia Goggia      | 792    |
| 8.  | Michelle Gisin    | 785    |
| 9.  | Marta Bassino     | 739    |
| 10. | Stephanie Venier  | 726    |

| Lp. | Zawodniczka       | Punkty |
| --- | ----------------- | ------ |
| 1.  | Cornelia Hütter   | 397    |
| 2.  | Lara Gut-Behrami  | 369    |
| 3.  | Sofia Goggia      | 350    |
| 4.  | Stephanie Venier  | 346    |
| 5.  | Federica Brignone | 281    |
| 6.  | Jasmine Flury     | 275    |
| 7.  | Mirjam Puchner    | 251    |
| 8.  | Ilka Štuhec       | 242    |
| 9.  | Marta Bassino     | 236    |
| 10. | Laura Pirovano    | 216    |

| Lp. | Zawodniczka        | Punkty |
| --- | ------------------ | ------ |
| 1.  | Lara Gut-Behrami   | 576    |
| 2.  | Federica Brignone  | 546    |
| 3.  | Cornelia Hütter    | 516    |
| 4.  | Stephanie Venier   | 380    |
| 5.  | Kajsa Vickhoff Lie | 337    |
| 6.  | Ester Ledecká      | 287    |
| 7.  | Mirjam Puchner     | 278    |
| 8.  | Ragnhild Mowinckel | 247    |
| 9.  | Marta Bassino      | 244    |
| 10. | Sofia Goggia       | 237    |

| Lp. | Zawodniczka             | Punkty |
| --- | ----------------------- | ------ |
| 1.  | Lara Gut-Behrami        | 771    |
| 2.  | Federica Brignone       | 750    |
| 3.  | Sara Hector             | 583    |
| 4.  | Alice Robinson          | 492    |
| 5.  | Mikaela Shiffrin        | 429    |
| 6.  | Valérie Grenier         | 327    |
| 7.  | Thea Louise Stjernesund | 307    |
| 8.  | Petra Vlhová            | 297    |
| 9.  | Marta Bassino           | 259    |
| 10. | Zrinka Ljutić           | 239    |

| Lp. | Zawodniczka           | Punkty |
| --- | --------------------- | ------ |
| 1.  | Mikaela Shiffrin      | 830    |
| 2.  | Lena Dürr             | 508    |
| 3.  | Petra Vlhová          | 505    |
| 4.  | Michelle Gisin        | 418    |
| 5.  | Anna Swenn-Larsson    | 395    |
| 6.  | Sara Hector           | 339    |
| 7.  | Katharina Liensberger | 325    |
| 8.  | Zrinka Ljutić         | 321    |
| 9.  | Camille Rast          | 290    |
| 10. | Katharina Huber       | 272    |

| Lp. | Państwo           | Punkty |
| --- | ----------------- | ------ |
| 1.  | Austria           | 4977   |
| 2.  | Szwajcaria        | 4644   |
| 3.  | Włochy            | 4353   |
| 4.  | Stany Zjednoczone | 2676   |
| 5.  | Norwegia          | 2125   |
| 6.  | Szwecja           | 1500   |
| 7.  | Niemcy            | 1108   |
| 8.  | Francja           | 1063   |
| 9.  | Kanada            | 950    |
| 10. | Słowacja          | 802    |